# Costa Bryan

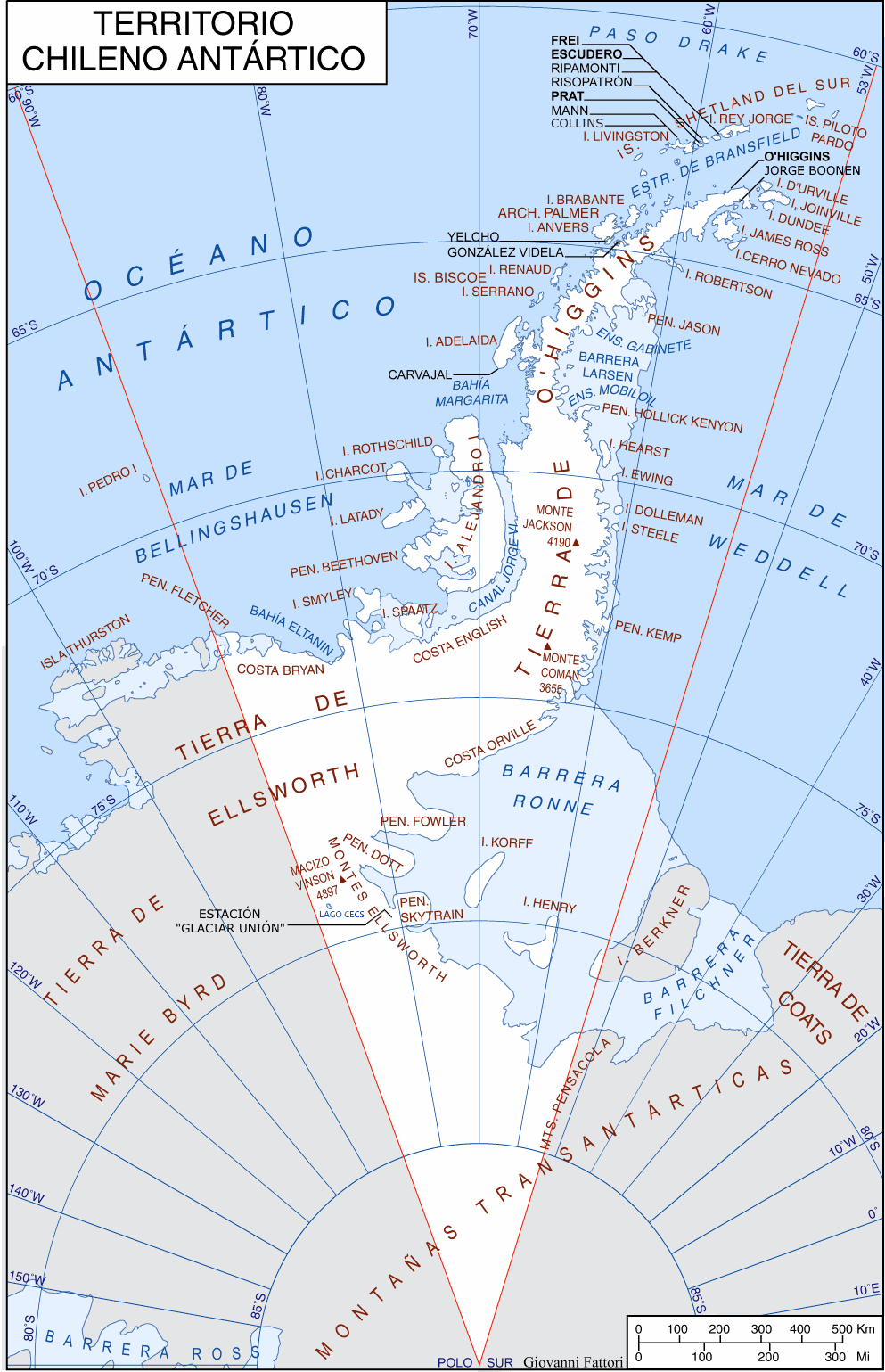
Localización de la costa Bryan.

La costa Bryan o costa George Bryan es una porción de Tierra de Ellsworth, sobre el mar de Bellingshausen en la Antártida. Se extiende entre la península Rydberg (73°10′S 79°45′O / -73.167, -79.750), límite suroeste de la península Antártica definido en 2009 por el Comité Científico para la Investigación en la Antártida (SCAR), que la separa de la costa English de la Tierra de Palmer, y la punta Pfrogner de la península Fletcher (72°37′S 89°35′O / -72.617, -89.583), que la separa de la costa Eights. En la costa destaca la bahía Eltanin.
El sector este de la costa Bryan fue descubierto por vuelos de aviones del Servicio Antártico de los Estados Unidos entre 1939 y 1941 y por vuelos de Expedición de Investigación Antártica Ronne entre 1947 y 1948. La costa fue cartografiada completamente entre 1961 y 1967 por vuelos de los Estados Unidos. Recibió el nombre de George Bryan Coast en honor al almirante George S. Bryan, hidrógrafo de la Marina de los Estados Unidos.

## Reclamación territorial
Chile reclama la costa Bryan, denominándola costa George Bryan y la hace parte de la Comuna Antártica de la Provincia Antártica Chilena dentro de la Región de Magallanes y de la Antártica Chilena, pero la reclamación está restringida por los términos del Tratado Antártico.